# I liga paragwajska w piłce nożnej (1930)
Mistrzem Paragwaju został klub Club Libertad, natomiast wicemistrzem Paragwaju - Club River Plate.
Z powodu pierwszych mistrzostw świata w 1930 roku rozgrywki ligowe rozpoczęły się dopiero 21 września 1930 roku i z tego powodu oraz ze względu na powiększoną do 14 klubów ligę, sezon skrócono o połowę, a drużyny grały ze sobą systemem każdy z każdym, ale tylko po jednym meczu. Najlepszy klub w tabeli został mistrzem Paragwaju.

## Primera División

### Kolejka 13
| Data              | Mecz                                           |
| ----------------- | ---------------------------------------------- |
| 30 listopada 1930 | Club Olimpia - Club River Plate 3:1            |
| 30 listopada 1930 | Club Libertad - Presidente Alvear Asunción 2:1 |

### Tabela końcowa sezonu 1930
| Poz | Klub                       | Mecze | Punkty |
| --- | -------------------------- | ----- | ------ |
| 1   | Club Libertad              | 13    | 22     |
| 2   | Club River Plate           | 13    | 21     |
| 3   | Club Olimpia               | ?     | ?      |
| 4   | Sportivo Luqueño           | ?     | ?      |
| 5   | Club Guaraní               | ?     | ?      |
| 6   | Club Nacional              | ?     | ?      |
| 7   | Atlántida SC               | ?     | ?      |
| 8   | Club Sol de América        | ?     | ?      |
| 9   | Cerro Porteño              | ?     | ?      |
| 10  | General Caballero Asunción | ?     | ?      |
| 11  | CALT Asunción              | ?     | ?      |
| 12  | Club Presidente Hayes      | ?     | ?      |
| 13  | Presidente Alvear Asunción | ?     | ?      |
| 14  | Universo Asunción          | ?     | ?      |